# Birte
Birte ist ein weiblicher Vorname.

## Herkunft und Bedeutung
→ Hauptartikel: Birgit bzw. Bertha
Beim Namen Birte handelt es sich entweder um eine dänische Koseform von Birgitta oder eine dänische Variante von Berte.

## Verbreitung
Der Name Birte, häufiger Birthe, ist vor allem in Dänemark, aber auch in Norwegen weit verbreitet.
In Deutschland war Birte von den 1960er bis Anfang der 1990er Jahre in Mode. Besonders häufig wurde er in den frühen 1970er Jahren vergeben. Die Spitzenränge erreichte der Name jedoch nie. Zwischen 2006 und 2018 wurde Birte in Deutschland nur etwa 120 mal als erster Vorname vergeben, die Variante Birthe ungefähr 20 Mal.

## Varianten
Der Name Birte ist auch in der Schreibweise Birthe geläufig.
Von Berte abgeleitet finden sich auch die Varianten Berta, Bertha und Bertta.
Für Varianten von Birgitta: siehe Birgit#Varianten

## Namensträgerinnen

### Birte
- Birte Baumgardt (* 1984), deutsche Synchronsprecherin
- Birte Berg (* 1958), dänische Schauspielerin
- Birte Christoffersen (* 1924), dänische, später schwedische Wasserspringerin
- Birte Englich (1968–2019), deutsche Sozialpsychologin
- Birte Frenssen (* 1967), deutsche Kunsthistorikerin
- Birte Förster (* 1973), deutsche Historikerin und Hochschullehrerin
- Birte Glang (* 1980), deutsche Schauspielerin
- Birte Gutzki-Heitmann (* 1977), deutsche Politikerin (SPD)
- Birte Hanusrichter (* 1979), deutsche Schauspielerin und Musikerin
- Birte Karalus (* 1966), deutsche Journalistin und Moderatorin
- Birte Kretschmer (* 1970), deutsche Schauspielerin und Hörspielsprecherin
- Birte Leest (* 1979), deutsche Schauspielerin
- Birte Meier (* 1971), deutsche investigative Journalistin und Fernsehautorin
- Birte Pauls (* 1965), deutsche Politikerin (SPD)
- Birte Schnöink (* 1984), deutsche Schauspielerin
- Birte Schrein (* 1969), deutsche Schauspielerin und Theaterpädagogin
- Birte Siech (* 1967), deutsche Ruderin
- Birte Steven  (* 1980), deutsche Schwimmerin
- Birte Tesch (* 1976), deutsche Handballspielerin
- Birte Thimm (* 1987), deutsche Basketballnationalspielerin
- Birte Toepfer (1945–2010), deutsche Mäzenin und Stiftungsratsvorsitzende
- Birte Tove (1945–2016) war eine dänische Schauspielerin und Model
- Birte Wehrenbrecht (* 1980), deutsche Basketballspielerin
- Birte Weigang (* 1968), deutsche Schwimmerin
- Birte Weiss (* 1941), dänische Journalistin und Politikerin
- Birte Wentzek (* 1983), deutsche Schauspielerin

### Birthe
- Birthe Backhausen (1927–2005), dänische Schauspielerin und Regisseurin
- Birthe Gerken (* 1981), deutsche Schauspielerin
- Birthe Hegstad (* 1966), norwegische Fußballspielerin
- Birthe Kemper (* 1981), deutsche Basketballspielerin
- Birthe Kjær (* 1948), dänische Schlagersängerin
- Birthe Kundrus (* 1963), deutsche Historikerin
- Birthe Neumann (* 1947), dänische Schauspielerin
- Birthe Wilke (* 1936), dänische Sängerin
- Birthe Wolter (* 1981), deutsche Schauspielerin